# RedOne
Nadir Khayat bedre kendt som RedOne (arabisk: نادر الخياط) (født 9. april 1972) i Tetouan i Marokko. er en marokkansk-svensk producer og sangskriver. Han har samarbejdet med bl.a. Lady Gaga.